# 7327 Crawford
A 7327 Crawford (ideiglenes jelöléssel 1983 RZ1) a Naprendszer kisbolygóövében található aszteroida. Edward L. G. Bowell fedezte fel 1983. szeptember 6-án.